# آنتونیو کالواریو
آنتونیو کالواریو (به انگلیسی: António Calvário) (زاده ۱۷ اکتبر ۱۹۳۸) خواننده پرتغالی است.
او نماینده پرتغال در یوروویژن ۱۹۶۴ بود.